# Regency Enterprises
Regency Enterprises (Também chamada de Regency ou Monarchy Enterprises S.á.rl) é uma empresa americana de entretenimento, criada por Arnon Milchan. Foi fundada em 1982 como a sucessora da Regency International Pictures, anteriormente conhecida como Embassy International Pictures NV.